# Macaranga secunda
Macaranga secunda är en törelväxtart som beskrevs av Johannes Müller Argoviensis. Macaranga secunda ingår i släktet Macaranga och familjen törelväxter.
Artens utbredningsområde är Fiji. Inga underarter finns listade i Catalogue of Life.